# Diplogromia
Diplogromia, en ocasiones erróneamente denominado Ardiplogromium, es un género de foraminífero bentónico de la subfamilia Allogromiinae, de la familia Allogromiidae, del suborden Allogromiina y del orden Allogromiida. Su especie tipo es Gromia brunneri. Su rango cronoestratigráfico abarca el Holoceno.

## Clasificación
Diplogromia incluye a la siguiente especie:
- Diplogromia brunneri